# Volema pyrum
Espèce
Volema pyrum est une espèce de mollusque gastéropode marin appartenant à la famille des Melongenidae.

## Synonymes
- Buccinum pyrum Gmelin, 1791
- Buccinum spadiceum Gmelin, 1791
- Galeodes paradisaica (Röding, 1798)
- Galeodes paradisiaca (Röding, 1798)
- Melongena paradisaica (Röding, 1798)
- Melongena paradisiaca (Röding, 1798)
- Melongena pirum Dautzenberg, 1929
- Murex calcaratus Dillwyn, 1817
- Pugilina laevis Schumacher, 1817
- Pyrula calcaratus (Dillwyn, 1817)
- Pyrula citrina Lamarck, 1822
- Volema cotonea Röding, 1798
- Volema nuxmoschata Röding, 1798
- Volema paradisiaca Röding, 1798
- Volema pyrum Röding, 1798

## Description
- Répartition : Indo-Pacifique.
- Longueur : 5 cm.